# Musica tradizionale irlandese

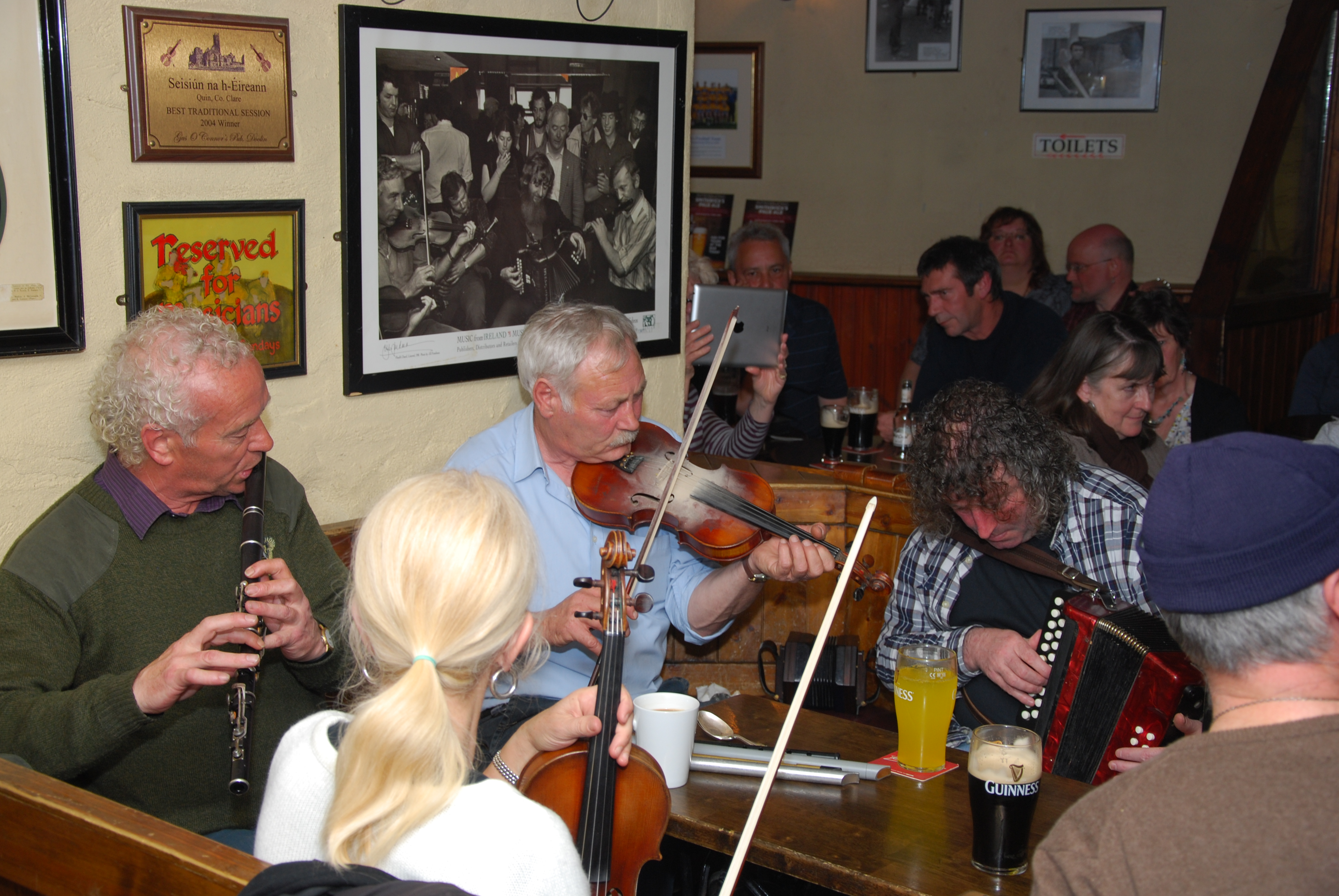
Sessioni di musica tradizionale in pubblico

La Musica tradizionale irlandese (ceol traidisiúnta na hÉireann) è quella musica che comprende diversi generi di musica nati in Irlanda.

## Storia
La musica tradizionale irlandese detta anche Irish trad, è un genere di musica popolare che si è sviluppato in Irlanda 

## Musica per cantare
Come tutte le musiche tradizionali, la musica tradizionale irlandese è cambiata lentamente, la maggior parte delle canzoni popolari hanno meno di duecento anni.
Un metro di misura è il linguaggio usato.
Le canzoni irlandesi moderne sono scritte in inglese e irlandese.
La maggior parte delle più vecchie canzoni hanno una origine rurale e provengono dall'antica lingua tradizionale irlandese.
Una canzone a cappella sono chiamate "sean nós" (nel vecchio stile) e sono considerate l'ultima espressione del canto tradizionale.
Sono eseguite  in assolo (raramente a duetto).
Le canzoni tradizionali Non-sean-nós anche quando sono accompagnate utilizza modelli di ornamenti e di libertà melodica derivata dal sean-nós.

## CanzoniCaoineadh
Le canzoni Caoineadh sono melodie più tristi i cui testi poetici, da cui emergono sentimenti come tristezza, dolore e sofferenza, utilizzano un metro molto antico, il rosc, che si ricollega alla tradizione dell'eulogia dei filìd, i druidi poeti o bardi. Caoineadh in lingua irlandese significa lamentarsi.

## Musica per ballare

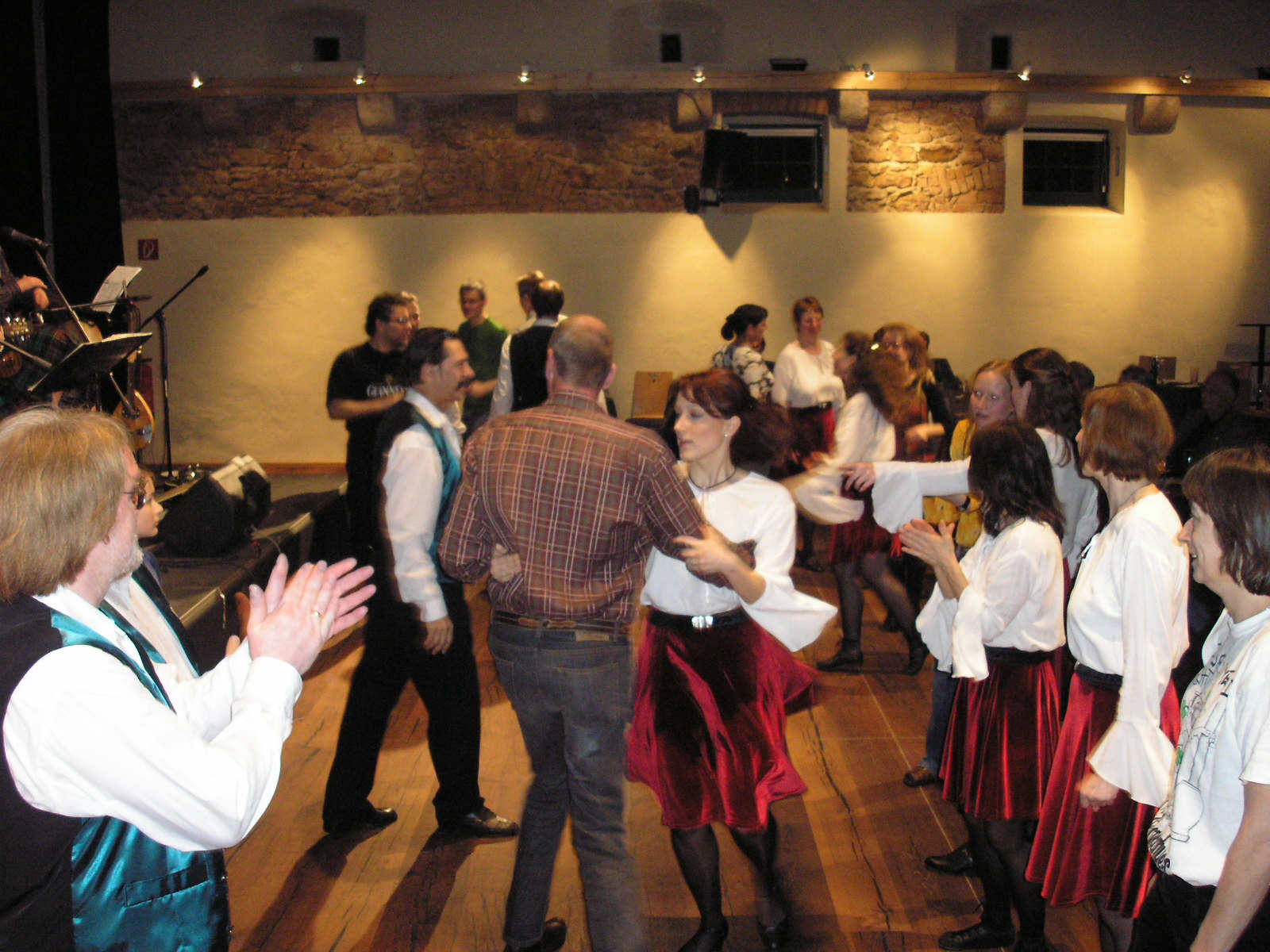
Giga Haymakers

La musica tradizionale irlandese è conosciuta in gran parte per il ballo e le celebrazioni di matrimoni e nelle feste religiose.
La musica da ballo irlandese è isometrica.

## Strumenti musicali

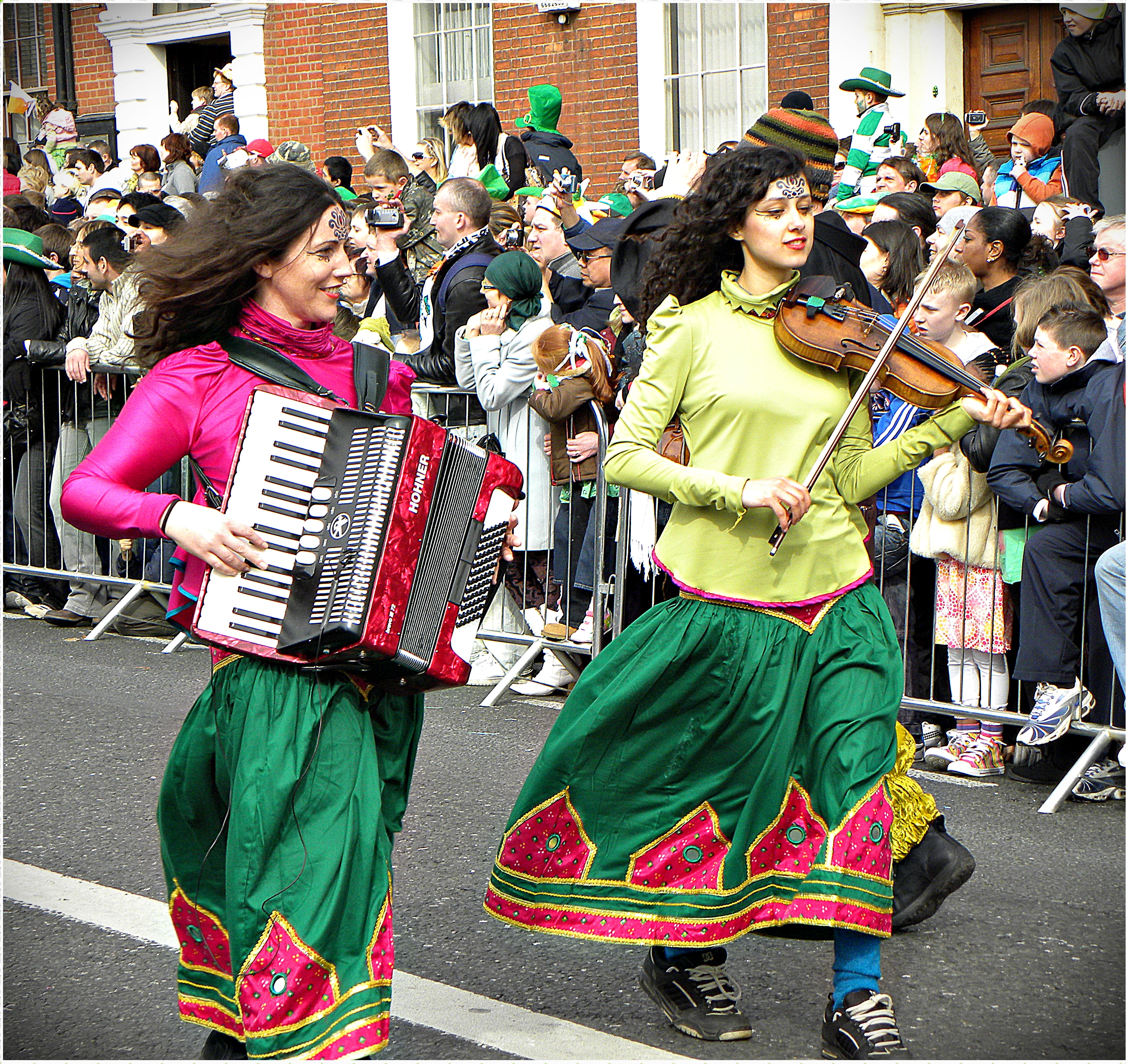
Ragazza che suona la fisarmonica il giorno di San Patrizio a Dublino nel 2010

- Fiddle
- Flauto
- Uilleann pipes
- Arpa celtica
- Fisarmonica diatonica
- Concertina
- Banjo
- Mandolino
- Chitarra
- Bouzouki irlandese
- Bodhrán